# Ignace Youssif III Younan

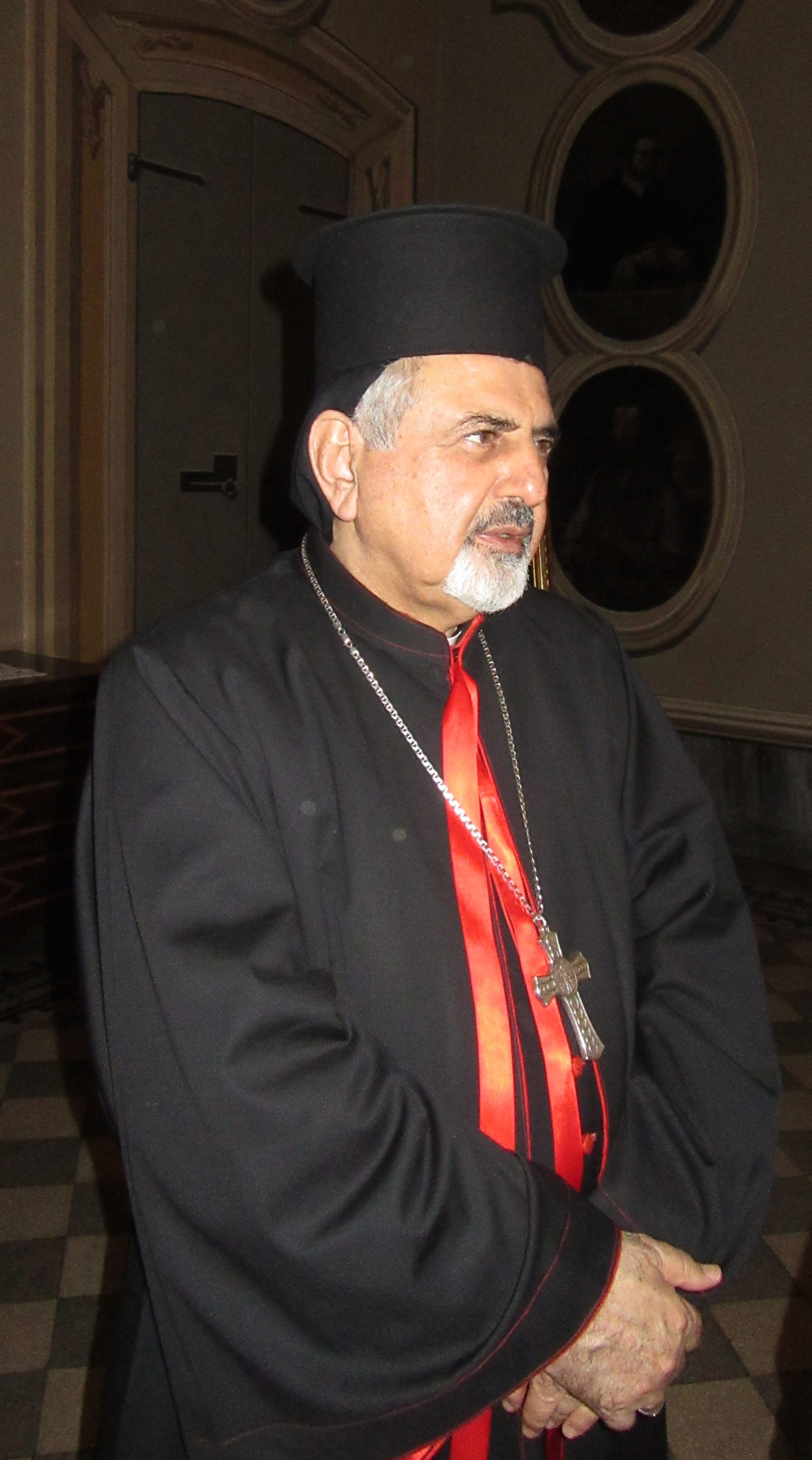
Il patriarca Ignazio Giuseppe III a Lodi il 20 febbraio 2017.

Ignace Youssif III, nato Ephrem Joseph Younan (in siriaco: ܐܓܢܛܝܘܣ ܝܘܣܦ ܬܠܝܬܝܐ ܝܘܢܢ; al-Hasaka, 15 novembre 1944), è un patriarca cattolico siriano, dal 22 gennaio 2009 patriarca della Chiesa cattolica sira.

## Biografia
Ephrem Joseph Younan nasce a al-Hasaka in Siria il 15 novembre 1944. Segue i corsi di filosofia e di teologia nel seminario patriarcale di Charfet in Libano e nel Pontificio Collegio Urbano a Roma. È ordinato sacerdote il 12 settembre 1971.
Svolge il suo ministero pastorale con i seguenti incarichi: professore nel seminario di Charfet; direttore per sette anni dell'ufficio catechistico dell'arcieparchia di Hassaké-Nisibi; parroco della cattedrale dell'Annunciazione a Beirut.
Nel 1986 il patriarca Ignazio Antonio II Hayek lo invia negli Stati Uniti per organizzare le comunità siro-cattoliche di quel Paese, in forte crescita. Fonda la missione Our Lady of Deliverance di Newark nel New Jersey, la missione Sacred Heart di North Hollywood (1991) e la missione Our Mother of Perpetual Help di San Diego (1994). Nel 1990 è nominato delegato della Congregazione per le Chiese Orientali per i Siro-Cattolici negli Stati Uniti e in Canada.
Il 6 novembre 1995 papa Giovanni Paolo II erige la prima eparchia siro-cattolica nordamericana, l'eparchia di Nostra Signora della Liberazione di Newark e nomina Ephrem Joseph Younan primo eparca della nuova circoscrizione ecclesiastica, che ha giurisdizione su tutti i fedeli siro-cattolici di Stati Uniti e Canada. Younan riceve l'ordinazione episcopale il 7 gennaio 1996 dalle mani del patriarca Ignazio Antonio II Hayek.
In seguito alle dimissioni del patriarca Ignazio Pietro VIII Abdel-Ahad, si è svolto a Roma il sinodo elettivo della Chiesa cattolica sira, durante il quale, il 20 gennaio 2009, Ephrem Joseph Younan è stato eletto nuovo patriarca, con il nome di Ignace Youssif III, al quale papa Benedetto XVI ha concesso l'ecclesiastica communio il 23 gennaio successivo. Il 15 febbraio 2009 è stato solennemente intronizzato nella cattedrale dell'Annunciazione di Beirut.

## Genealogia episcopale e successione apostolica
La genealogia episcopale è:
- Patriarca Ignazio Matteo Benham
- Patriarca Ignazio Giorgio V Sayar
- Patriarca Ignazio Antonio I Samheri
- Patriarca Ignazio Giorgio V Chelhot
- Patriarca Ignazio Efrem II Rahmani
- Cardinale Ignazio Gabriele I Tappouni
- Patriarca Ignazio Antonio II Hayek
- Patriarca Ignazio Giuseppe III Younan

La successione apostolica è:
- Vescovo Barnaba Yousif Benham Habash (2010)
- Arcivescovo Youhanna Boutros Moshe (2011)
- Arcivescovo Ephrem Yousif Abba Mansoor (2011)
- Arcivescovo Youhanna Jihad Mtanos Battah (2011)
- Vescovo Timoteo Hikmat Beylouni (2011)
- Vescovo Paul Antoine Nassif (2016)
- Arcivescovo Théophile Philippe Barakat (2016)
- Vescovo Matthias Charles Georges Mrad (2018)
- Arcivescovo Nathanael Nizar Wadih Semaan (2019)
- Vescovo Yaacoub Camil Afram Antoine Semaan (2020)
- Vescovo Rami Flaviano Al-Kabalan (2020)
- Arcivescovo Atanasius Firas Mundher Dardar (2020)
- Arcivescovo Joseph Abdel-Jalil Chami (2022)
- Vescovo Elie Joseph Warde (2022)
- Vescovo Jules Boutros (2022)
- Arcivescovo Qusay Mubarak Abdullah (Younan) Hano (2023)
- Arcivescovo Yagop (Jacques) Mourad (2023)